# Hispânia Bética
Hispânia Bética (em latim: Hispania Baetica) foi uma das três províncias romanas na Hispânia (região que corresponde à moderna Península Ibérica). Ela fazia fronteira a oeste com a Lusitânia e a nordeste com a Hispânia Tarraconense. A partir do século VIII, a região tornou-se parte da região de Alandalus e corresponde aproximadamente ao território da moderna Andaluzia, na Espanha. Sua capital era a cidade de Córduba (a moderna Córdova).

## Antes dos romanos
Antes da conquista da região pelo Império Romano e da consequente romanização da população local, a região montanhosa que tornar-se-ia a Bética era ocupada por diversos grupos tribais chamados de iberos. A influência celta não era tão forte quanto na região celtibérica mais para o norte. De acordo com o geógrafo Ptolemeu, a população indígena eram os poderosos turdetanos, que habitavam o vale do Guadalquivir a oeste, na fronteira com a Lusitânia, e já parcialmente helenizados túrdulos, cuja capital, Baelon, comandava a região interior por detrás das colônias comerciais fenícias na costa, cujos habitantes púnicos Ptolemeu chamou de bástulos. A colônia fenícia de Gadira (Cádis) estava localizada numa ilha na costa da Hispânia Bética. Outros importantes povos ibérios eram os bastetanos, que ocupavam a Almeria e montanhosa região de Granada. Para o sudoeste, a influência púnica se espalhava a partir de cidades cartaginesas na costa: Nova Cartago (a moderna Cartagena), Abdera e Malaca (Málaga).
Algumas cidades ibérias conseguiram preservar seus nomes pré-indo-europeu na Bética por todo período romano. Granada era chamada de Elíberri, Ilíberis e Ilíber pelos romanos; em basco, "iri-berri" ou "ili-berri" ainda significa "cidade nova".

## Conquista romana
O sul da Península Ibérica era muito fértil e a região exportava vinho, azeite e um molho fermentado de peixe conhecido como garo, todos produtos fundamentais na alimentação mediterrânea e, por isso, a região estava integrada à economia do Mediterrâneo ocidental antes mesmo da conquista romana em 206 a.C.. Depois que Cartago foi derrotada na Segunda Guerra Púnica, cujo casus belli na costa bética era Sagunto, a Hispânia foi significativamente romanizada no século seguinte, principalmente depois da revolta dos turdetanos em 197 a.C. Os celtiberos do centro e do nordeste da Península foram os próximos, cuja revolta centrada no vale do baixo Ebro foi sufocada por Catão, o Velho, que havia se tornado cônsul em 195 a.C. e recebera o comando da Península. Ele em seguida marchou para o sul e esmagou também a revolta dos turdetanos.
Ele retornou para Roma em 194 e deixou dois pretores encarregados das duas províncias ibéricas. No final da República Romana, a Hispânia ainda estava dividida num esquema similar ao da Gália, na forma de províncias "próximas" e "distantes" a partir da Gália: a Hispânia Citerior (região do Ebro) e Hispânia Ulterior (região do Guadalquivir). No século I, as batalhas na Hispânia se concentraram na região norte.

## Hispânia Bética
Quando o Império Romano foi reorganizado em 14 a.C., a Hispânia foi re-dividida em três províncias imperiais e a Bética passou a ser governada por um procônsul que havia sido antes um pretor. A sorte sorriu para a rica Bética — que passou a ser chamada de Bética Feliz — e um dinâmico estrato social e econômico se desenvolveu na região, que absorveu escravos libertos e cujo tamanho ultrapassava em muito o da rica elite. A província tornou-se tão segura que não requeria sequer que uma legião romana permanecesse estacionada ali. A VII Gemina defendia a região a partir da Hispânia Tarraconense.
A Hispânia Bética estava dividida em quatro conventos — divisões territoriais similares à jurisdições judiciais — nos quais os líderes (sempre homens) se reuniam nas cidades principais periodicamente sob o comando do procônsul para supervisionar a aplicação da justiça: o convento Gaditano ("de Gades" — Cádis), Cordubense (Córdova, Astigitano ("de Astigi" — Écija) e Hispalense ("de Híspalis" — Sevilha). Conforme as cidades foram se tornando sedes permanentes da corte reunida durante o período final do império, os conventos foram abolidos (Código Justiniano, i.40.6) e o termo "convento" passou finalmente a ser uma referência a grupos de cidadãos que viviam numa província e formavam uma espécie de grupo escolhido para representar seu distrito; eram estes grupos que apoiavam o procônsul. Desta forma, apesar de algumas revoltas de cunho social — como quando Sétimo Severo mandou executar alguns béticos proeminentes, inclusive mulheres — a elite na Bética conseguiu se manter estável por séculos.
Columela, que escreveu um tratado de doze volumes sobre as técnicas agrícolas romanas e um especialista em viticultura, era da Bética. Os vastos bosques de oliveiras da Bética produziam grandes quantidades de azeite que era exportado por mar através dos portos costeiros para abastecer as legiões romanas na Germânia. Ânforas da Bética foram posteriormente encontradas por todo o território do Império Romano do Ocidente. Era justamente para proteger estas rotas marítimas que os romanos controlava a distante costa da Lusitânia e a costa atlântica da Hispânia ao norte.
A Bética era rica e estava completamente romanizada, fatos que o imperador Vespasiano conhecia quando estendeu o direito da cidadania romana aos habitantes da Hispânia, uma honra que assegurou a lealdade tanto da elite quanto da classe média da Bética. Trajano, o primeiro imperador nascido numa província, era dali, mas de pais italianos, e seu parente e sucessor, Adriano, veio de uma família bética (apesar de ele propriamente ter nascido em Roma).
Depois da Reforma de Diocleciano, a Bética passou a fazer parte da diocese da Hispânia na prefeitura pretoriana das Gálias.

## Derrocada
A Bética permaneceu romana até a curta invasão dos vândalos e alanos no século V, seguida pelo mais duradouro reino dos visigodos (Reino Visigótico). A província passou a fazer parte do Exarcado da África e foi unida à Mauritânia Tingitana depois da conquista da África por Belisário. Os bispos católicos da Bética, apoiados firmemente pela população local, conseguiram converter o ariano rei visigodo Recaredo I e seus nobres. No século VIII, os berberes muçulmanos (chamados de "mouros") vindos do Norte da África fundaram o Emirado de Córdova ao conquistarem a Bética, que mudou seu nome para Alandalus.